# Diffamazione (ordinamento italiano)
La diffamazione, in diritto penale italiano, è il delitto previsto dall'art. 595 del codice penale italiano.

## La disposizione
Secondo l'articolo:
Se l'offesa consiste nell'attribuzione di un fatto determinato, la pena è della reclusione fino a due anni, ovvero della multa fino a euro 2065.

Se l'offesa è recata col mezzo della stampa o con qualsiasi altro mezzo di pubblicità, ovvero in atto pubblico, la pena è della reclusione da sei mesi a tre anni o della multa non inferiore ad euro 516.

Se l'offesa è recata a un Corpo politico, amministrativo o giudiziario, o ad una sua rappresentanza, o ad una Autorità costituita in collegio, le pene sono aumentate.»

## Analisi
La norma, con un parziale rinvio al delitto di ingiuria (oggi depenalizzato) che era previsto dall'articolo 594 del codice penale, punisce chi, comunicando con più persone, offende l'onore o il decoro di una persona non presente. Tre sono, dunque, gli elementi necessari perché si possa configurare il delitto in esame:
1. l'offesa all'onore o al decoro di taluno,
2. la comunicazione con più persone,
3. e, infine, l'assenza della persona offesa.

L'assenza del soggetto passivo si deduce dall'inciso fuori dei casi indicati nell'articolo precedente (che si riferisce all'ingiuria).
Per aversi comunicazione con più persone è necessario e sufficiente che la comunicazione avvenga con almeno due persone, tra le quali non vanno tuttavia compresi gli eventuali concorrenti nel reato. È opinione prevalente in dottrina che la comunicazione diffamatoria possa avvenire a soggetti diversi anche in tempi differenti, consumandosi in tal caso il reato nel momento della comunicazione alla seconda persona.
Da cui si deduce che sussiste il reato di diffamazione quando sia esposto il fatto soggettivamente; allora è diffamazione.

### Bene giuridico tutelato
La norma appresta tutela al bene giuridico dell'onore. Tale nozione, tradizionalmente, racchiude due aspetti complementari, l'uno soggettivo e l'altro oggettivo. In senso soggettivo l'onore è dunque il sentimento e l'idea che ciascuno ha di sé. In senso oggettivo, al contrario, l'onore va inteso come il rispetto e la stima di cui ciascuno gode presso il gruppo sociale. In questa seconda accezione si parla comunemente anche di reputazione.

### Cause di giustificazione
Tra le cause di giustificazione comuni che si applicano generalmente alla diffamazione vi sono l'esercizio di un diritto e l'adempimento di un dovere (art. 51 codice penale).
Ai sensi dell'art. 596 del codice penale l'autore della diffamazione non è ammesso a provare la verità dei fatti (exceptio veritatis) se non in casi espressamente previsti.

### La diffamazione a mezzo stampa
Nel caso la diffamazione avvenga tramite un organo di informazione, questo aggrava il reato. La Diffamazione a mezzo stampa è disciplinata dagli artt. 595, 596, 596 bis, 597, 599 del Codice penale.
Sebbene il codice preveda che "se l'offesa è recata col mezzo della stampa, o con qualsiasi altro mezzo di pubblicità, la pena è della reclusione da sei mesi a tre anni", con il termine generico "stampa" viene ricompreso anche ogni organo d'informazione soggetto alla legge n.69/1963 sulla stampa (art. 13), e quindi anche i mezzi radiofonici, televisivi, e quelli fruibili su internet. Inoltre le disposizioni si applicano anche al direttore responsabile, all'editore e allo stampatore (art. 596 bis), che ne rispondono in solido con l'autore della diffamazione.
Il 24 giugno 2021 la Corte costituzionale ha soppresso le disposizioni della legge sulla stampa del 1948 e della legge sulla radiotelevisione del 1990 nelle quali si prevedeva la reclusione da uno a sei anni.

### Il diritto di cronaca e critica
In particolare, i diritti di cronaca e critica trovano fondamento nell'articolo 21 della Costituzione, che sancisce che Tutti hanno diritto di manifestare liberamente il proprio pensiero con la parola, lo scritto e ogni altro mezzo di diffusione.
Per risolvere la presunta antinomia di norme fra l'articolo 21 della Costituzione e gli articoli 594 e 595 del codice penale (norme che tutelano anch'esse un bene di rango costituzionale quale l'onore, espressione della personalità umana tutelata dall'articolo 2 della stessa Costituzione) si fa generalmente riferimento alla nozione di limite del diritto.
In particolare, la giurisprudenza, con una lunga opera di interpretazione, ha elaborato dettagliatamente i limiti di operatività del diritto di cronaca; le condizioni, cioè, necessarie affinché il reato di diffamazione venga scriminato dalla causa di giustificazione in discorso. In sintesi, perché operi la scriminante, è necessario: a) che vi sia un interesse pubblico alla notizia; b) che i fatti narrati corrispondano a verità; c) che l'esposizione dei fatti sia corretta e serena, secondo il principio della continenza.
Per quel che concerne il diritto di critica, invece, definito come libertà di esprimere giudizi, valutazioni e opinioni, la dottrina e la giurisprudenza prevalente ricostruiscono le stesse condizioni adattandole alla peculiarità del caso. In particolare, sul requisito della verità, se la critica riguarda un fatto è necessario che soltanto quello sia vero, non potendosi pretendere ontologicamente la verità su opinioni e valutazioni. Viene, tuttavia, richiesto che la critica non si spinga sino ad arrivare all'offesa ed all'umiliazione pubblica dei propri avversari.
La giurisprudenza ha inoltre specificato che per quanto riguarda in particolare la critica politica e sindacale il limite della continenza verbale sia da intendere in modo più ampio, purché la critica non si risolva in gratuiti attacchi personali.

### L'esimente della provocazione
Ai sensi dell'articolo 599 del codice penale, secondo comma: 
Non è punibile chi ha commesso alcuno dei fatti preveduti dagli artt. 594 e 595 nello stato d'ira determinato da un fatto ingiusto altrui, e subito dopo di esso.
Ciò configura la cosiddetta provocazione, comune sia all'ingiuria che alla diffamazione, che è variamente configurata dalla dottrina quale causa di esclusione della colpevolezza, ovvero causa di giustificazione o, infine, quale causa di non punibilità in senso stretto.
Lo stato d'ira e l'immediatezza della reazione ("subito dopo" il fatto ingiusto) vengono interpretate dalla giurisprudenza in senso relativo: vengono applicate infatti anche in casi di diffamazione a mezzo stampa, in cui l'immediatezza della reazione non sarebbe configurabile.

### Scritti diffamatori anonimi
In presenza di scritti diffamatori di cui resta ignoto il nome dell'autore, il direttore o il vicedirettore rispondono per colpa in omessa vigilanza (insieme ad eventuali giornalisti delegati), fatta salva la responsabilità dell'autore e fuori dai casi di concorso (art. 57 codice penale). 

La responsabilità non può essere "ceduta" a terzi, i delegati eventuali rispondono in solido: in ogni caso, direttore e vicedirettore responsabile dovranno rispondere per gli scritti anonimi. La pena sarà ridotta di un terzo ed è comunque esclusa l'interdizione dalla professione di giornalista.
Con sentenza n. 23230 del 10 maggio 2012, la III Sez. Penale di Cassazione ha prosciolto con formula piena (perché il fatto non sussiste) un blogger, affermando che alle testate on-line non si applicano l'obbligo di registrarsi presso un tribunale e il reato di stampa clandestina.
In tal senso, il d.lgs. 70/2003 (che ha recepito la direttiva 2000/31/CE) ribadisce quanto già visto a proposito della L. 62/2001, ossia che “la registrazione della testata editoriale telematica è obbligatoria esclusivamente per le attività per le quali i prestatori del servizio intendano avvalersi delle provvidenze previste dalla legge 7 marzo 2001, n. 62.”
Con sentenza n. 1907/2010, La Cassazione penale ha stabilito che gli obblighi di vigilanza e controllo previsti dall'art. 57 non si applicano ai giornali on-line, in quanto la norma è risalente al 1958 e non è applicabile al fenomeno Internet, vale a dire che non può essere interpretata come fonte di disciplina di un fenomeno che ai tempi il legislatore non poteva neppure prevedere. Il direttore di una pubblicazione a stampa su Internet potrà rispondere di diffamazione solo se si pronuncia con consenso a favore della lettera o commento anonimi e diffamatori.
Con l'ordinanza n. 337 del 2011, la Corte Costituzionale ha rifiutato di estendere al proprietario e all'editore di un sito internet la responsabilità civile che la legge attribuisce a proprietari ed editori di pubblicazioni su carta stampata.

## Elementi di differenziazione da figure simili
L'ingiuria differisce dalla diffamazione perché prevede la presenza della persona offesa. La calunnia, in un linguaggio giuridico, prevede invece una denuncia a una pubblica autorità di qualcuno che si sa innocente. Nel linguaggio corrente con calunnia si intende invece ogni diffamazione che attribuisca falsamente la commissione di un fatto che costituisca reato.

## Querela della persona offesa
La disciplina della querela da parte della persona offesa è disciplinata dall'articolo 597 c.p.
Se la persona offesa e l'offensore hanno esercitato la facoltà indicata nel capoverso dell'articolo precedente, la querela si considera tacitamente rinunciata o rimessa.
Se la persona offesa muore prima che sia decorso il termine per proporre la querela, o se si tratta di offesa alla memoria del defunto, possono proporre querela i prossimi congiunti, l'adottante e l'adottato.
In tali casi, e altresì in quello in cui la persona offesa muoia dopo aver proposta la querela, la facoltà indicata nel capoverso dell'articolo precedente, spetta ai prossimi congiunti, all'adottante e all'adottato.»

### Condizione di procedibilità
Nell'ordinamento giuridico italiano l'azione penale viene esercitata d'ufficio, salvo i casi in cui la legge esige la presentazione di una querela, che opera come condizione di procedibilità. Uno di questi casi sono i delitti contro l'onore, per i quali si procede a querela in considerazione del fatto che la risonanza data al reato dal processo (cosiddetto strepitus fori) può aggravare il pregiudizio per la persona offesa: si lascia pertanto alla volontà di quest'ultima la scelta di consentire il perseguimento del reato.

### Modalità della proposizione
La querela (artt. 336-340 c.p.p.) è la dichiarazione con la quale una persona chiede che si proceda in ordine a un fatto previsto dalla legge come reato. Può essere presentata oralmente o per iscritto al pubblico ministero o ad un ufficiale di polizia giudiziaria non oltre il termine di tre mesi dal giorno della notizia del fatto che costituisce il reato (art. 124 c.p.). Il diritto di querela, in quanto disponibile, può essere oggetto di rinuncia (art. 339 c.p.p.) e remissione (art. 340 c.p.p.). La remissione per essere valida deve essere accettata dal querelato.

## Particolarità nel caso di offese ricevute via Internet
A differenza di ciò che si verifica nel caso dei media tradizionali, Internet è una rete non soggetta ad un regime di controllo, motivo per cui si registrano molti più casi di reato di diffamazione rispetto a quanto avvenga nei media tradizionali.
Le principali problematiche che l'avvento della comunicazione globale ha introdotto, riguardano : 
- la rapidità con cui circolano le informazioni
- l'impossibilità di controllarne la provenienza e l'autorevolezza
- la possibilità che queste informazioni si riproducano all'infinito rendendo di fatto impossibile la totale eliminazione di quelle errate e diffamatorie

La diffamazione via Internet utilizza la capacità di diffusione istantanea e su larga scala della rete per ledere l’immagine della persona offesa, danneggiandone la reputazione. Si tratta di un cd. crimine tradizionale portato a termine in chiave tecnologica, per il quale l’uso di strumenti informatici telematici è semplicemente funzionale al raggiungimento dello scopo prefissato.
Il codice penale, all'art. 595, comma 3, considera aggravata la diffamazione consumata tramite internet.
Per le offese ricevute via Internet sono progressivamente emerse prassi particolari, tendenti a semplificare gli adempimenti e a ridurre i costi. In particolare è possibile spostare l'individuazione dei fatti utilizzando l'aiuto delle strutture pubbliche.
Ha un uso esteso la presentazione della cosiddetta “querela contro ignoti da identificare” connessa con la notevole difficoltà di individuazione certa dell'autore delle offese.
Tale modalità viene spesso usata anche in casi in cui la persona (pluralità di persone/struttura/organizzazione) da cui il querelante ci si senta offeso sia apparentemente identificabile.
Negli anni successivi al 2000 sono comparse le prime sentenze in ordine alla diffamazione “online”. La prima in assoluto è la numero 112 del 30 gennaio 2002 del Tribunale di Teramo, che condannò per il reato di tentata diffamazione a mezzo stampa il titolare di un sito accusato di avere offeso la reputazione della banca Monte dei Paschi di Siena (sentenza confermata in appello e Cassazione penale, ma ribaltata in sede civile, con la Cassazione che, in diversa composizione, riteneva non sussistente la diffamazione.)
Successivamente, il tribunale di Aosta, nel 2006, equiparò il titolare del blog a un direttore responsabile. Nel dispositivo della sentenza si legge infatti: «[...] egli risponde ex art. 596 bis c.p., essendo la sua posizione identica a quella di un direttore responsabile. O, meglio, colui che gestisce il blog altro non è che il direttore responsabile dello stesso, pur se non viene formalmente utilizzata tale forma semantica per indicare la figura del gestore e proprietario di un sito Internet, su cui altri soggetti possano inserire intervenuti.»
In tempi recenti, Internet ha visto spopolare i social network, primo fra tutti Facebook, andando a ricoprire il ruolo di strumenti di comunicazione maggiormente utilizzati.
La diffamazione è diventata un reato ricorrente e la giurisprudenza si è vista costretta ad intervenire. I social network non possono, infatti, essere considerati mezzi di informazione, pertanto, chi si dovesse trovare nelle condizioni di insultare o discriminare altre persone, non può appellarsi, per discolparsi, al diritto di cronaca e di critica.
All'inizio la giurisprudenza, non cosciente di come funzionasse la comunicazione del mondo dei social e quanto quest'ultima fosse originale rispetto alle dinamiche tradizionali della rete, non si rese disponibile a riconoscere tale fattispecie di reato.
Alcune Corti ritenevano di poter escludere il reato di diffamazione, in quanto veniva a mancare uno degli elementi essenziali della comunicazione con più persone, requisito sostenuto dal sopra citato articolo 595 del Codice Penale. Il social network veniva infatti visto come un ambiente virtualmente chiuso e ristretto di comunicazione e interazione fra poche persone selezionate, rispetto alla moltitudine che popola il mondo della Rete.
La Cassazione, con la sentenza n. 12761 del 2014 ha ricondotto le ipotesi di diffamazione a mezzo social network, entro i confini della diffamazione aggravata perpetrata mediante l’utilizzo del mezzo di pubblicità. Chiarendo che la pubblicazione di una frase diffamatoria su un profilo Facebook rende la stessa accessibile a una moltitudine indeterminata di soggetti con la sola registrazione al social network e ciò anche con riguardo alle notizie riservate agli “amici”.
I presupposti per la diffamazione attraverso il mezzo Facebook sono :
- precisa individuabilità del destinatario delle manifestazioni ingiuriose
- comunicazione con più persone alla luce del carattere pubblico dello spazio virtuale e la possibile sua incontrollata diffusione
- coscienza e volontà di usare espressioni oggettivamente idonee a recare offesa al decoro, onore e reputazione del soggetto passivo

Una conferma dell'applicazione dei suddetti criteri di individuazione è rintracciabile nel caso di un maresciallo della Guardia di Finanza di San Miniato (Pisa), che ha etichettato un collega, che lo ha sostituito nell'incarico lavorativo, con epiteti poco gentili, pubblicando sul social network Facebook, tra i dati personali del proprio profilo, la frase “…attualmente defenestrato a causa dell’arrivo di collega sommamente raccomandato...", alla quale seguivano una serie di insulti e minacce. Il maresciallo, condannato in primo grado a tre mesi di reclusione militare per diffamazione pluriaggravata, è stato in un secondo momento assolto dalla Corte militare d'appello di Roma, in quanto le offese sul social network Facebook erano rivolte ad anonimi, dal momento che risultava impossibile riuscire a raggiungere il diretto interessato. Il procuratore generale militare ha quindi impugnato la sentenza di secondo grado in Cassazione. Ricorso che la Suprema Corte ha ritenuto fondato, disponendo un nuovo processo d'appello. La Cassazione ha confermato la «condanna a tre mesi di reclusione militare». Gli elementi decisivi per la scelta della Corte di Cassazione sono stati l'individuazione del destinatario della diffamazione, anche se quest'ultima limitata ad «un numero ristretto di persone, quali i militari della Compagnia» e l'utilizzo di «uno strumento comunicativo di generalizzata e spiccata attitudine ricettiva» rappresentato da Facebook. Il tutto è racchiuso all'interno della sentenza n. 49066 del 2015 della Corte di Cassazione. 

## Termini temporali per l'esercizio del diritto di querela
Sul termine per l'esercizio agiscono due fattori: la data in cui la persona offesa viene a conoscenza dell'offesa stessa. Il termine è di tre mesi, la giurisprudenza interpreta questo termine in senso perentorio.

## Prossimi congiunti
In caso di morte della persona offesa il diritto di querela o di rimettere la querela si trasferisce ai prossimi congiunti ovvero all'adottante o all'adottato.
L'espressione “prossimi congiunti” viene definita dall'Art. 307 del C.P. comma 4, come: «gli ascendenti, i discendenti, il coniuge, i fratelli, le sorelle, gli affini nello stesso grado, gli zii e i nipoti: nondimeno, nella denominazione di prossimi congiunti, non si comprendono gli affini, allorché sia morto il coniuge e non vi sia prole». Ad essi si aggiungono l'adottante e l'adottato, ex Art 597 C.P. stesso. L'Art 199 C.P.P comma terzo: estende tali diritti al convivente more uxorio. La giurisprudenza è orientata ad estendere il concetto di prossimi congiunti alle persone coabitanti.

## L'azione civile
Nel diritto italiano la tesi tradizionale vedeva la condanna penale come presupposto per un'azione di risarcimento danni. La materia risulta profondamente innovata dopo che la Corte di Cassazione, prima sezione civile, con sentenza n. 5259 del 18 ottobre 1984, ha fissato il criterio, poi recepito unanimemente, per il quale chi sente leso il proprio onore può chiedere direttamente il risarcimento con un'azione davanti al giudice civile, senza necessità di una querela in sede penale. Può esserci un illecito civile che non sia anche penale, mentre un illecito penale comporta sempre anche un'illiceità civile. La suprema corte, infine, ha indicato a coloro, come i giornalisti, che trattano i dati personali e sensibili, il corretto modus operandi. Per questo motivo la n. 5259 è stata soprannominata "sentenza decalogo".
La Corte di Cassazione con ordinanza n. 6591 8 maggio 2002 ha stabilito che la competenza territoriale va individuata nel foro dove risiede la persona che si sente offesa dalle affermazioni contenute su pagine web.

## Statistiche
La categoria che più di tutte subisce la denuncia per diffamazione è quella dei giornalisti. Un'indagine svolta dall'Ordine dei giornalisti della Lombardia ha rilevato che la maggior parte delle querele che si sono poi tradotte in rinvii a giudizio è stata presentata da magistrati. Relativamente al biennio 2001-2002, le cause giunte al Tribunale Civile di Milano sono state avviate nel 18% dei casi proprio dai magistrati; la percentuale sale al 45,6% se si fa riferimento ai procedimenti esaminati dalla Corte d'Appello. In media, il risarcimento danni chiesto dall'appellante è di circa 9 milioni di euro. Anche in sede penale, la categoria più querelante è quella dei magistrati.

## Delitti correlati
- Dei delitti contro l'onore: Codice Penale Capo II (art. 594-599)
- Ingiuria: art. 594 C.P. (depenalizzato)
- Esclusione della prova liberatoria: art. 596 C.P. tratta anche l'art. 596 bis che riguarda la Stampa e per estensione Internet
- Offese in scritti e discorsi pronunciati dinanzi alle autorità giudiziarie o amministrative: art. 598
- Ritorsione e provocazione: art. 599 C.P.
- Calunnia: art. 368 C.P.
- Insubordinazione: Codice Militare, rara applicazione.
- Diritto all'oblio: decisione del Garante della Privacy.

## Riferimenti normativi
- Artt. 595, 596 e 596-bis del Codice penale italiano